# Newton Poppleford
Newton Poppleford är en ort i civil parish Newton Poppleford and Harpford, i distriktet East Devon, Storbritannien.   Den ligger i grevskapet Devon och riksdelen England, i den södra delen av landet, 240 km väster om huvudstaden London. Newton Poppleford ligger 37 meter över havet och antalet invånare är 1 684. Newton Poppleford var en civil parish 1898–1935 när blev den en del av Harpford. Civil parish hade 447 invånare år 1931.
Terrängen runt Newton Poppleford är platt västerut, men österut är den kuperad. En vik av havet är nära Newton Poppleford åt sydost.  Närmaste större samhälle är Exeter, 16,5 km väster om Newton Poppleford. Trakten runt Newton Poppleford består i huvudsak av gräsmarker.